# Spilosoma alba
Spilosoma alba är en fjärilsart som beskrevs av Brem. och Charles Andreas Geyer 1853. Spilosoma alba ingår i släktet Spilosoma och familjen björnspinnare. Inga underarter finns listade i Catalogue of Life.